# Kazuto Nishida
Kazuto Nishida (født 28. april 1998) er en japansk fodboldspiller.
Han har spillet for flere forskellige klubber i sin karriere, herunder Gamba Osaka.